# The Click Five
The Click Five ist eine 2000 gegründete Band aus Boston, Massachusetts. Sie waren 2005 in den US Billboard Hot 100 Single Charts mit ihrem Lied „Just The Girl“ (geschrieben von Adam Schlesinger von Fountains of Wayne) vertreten. Anfang 2005 waren sie als Vorband für Ashlee Simpson für zwei Monate auf Tour.

## Mitglieder
- Joe Guese aus Denver (CO) – Leadgitarre, Begleitgesang
- Joey Zehr aus Indianapolis (IN) – Schlagzeug, Begleitgesang
- Ben Romans aus Salina (KS) – Keyboard, Begleitgesang
- Ethan Mentzer aus Hershey (PA) – Bass, Begleitgesang
- Kyle Patrick (ab 2007) aus Miami (FL) – Leadgesang, Rhythmusgitarre
- Eric Dill (2003–2006)

## Berichte
- Entertainment Weekly (No. 834, p.143): “The missing link between Backstreet Boys and Fountains of Wayne…” – Die fehlende Verbindung zwischen den Backstreet Boys und Fountains of Wayne…
- Nachdem 2006 der Frontsänger Eric Dill aus der Band ausstieg, da er eine Solokarriere plante, legte die Band eine Pause ein und suchte später nach einem neuen Sänger. 2007 dann trat Kyle Patrick der Band bei. Mit ihm wurde die Single „Jenny“ aufgenommen. Später dann erschien das zweite Album „Modern Minds and Pastimes“.

## Diskografie

### Alben
- 2005: Greetings from Imrie House
- 2007: Modern Minds and Pastimes

### Singles
- 2005: Just the Girl
- 2005: Angel to You
- 2005: Greetings from Imrie House
- 2007: Jenny